# Bilagadde, Koppa
Bilagadde là một làng thuộc tehsil Koppa, huyện Chikmagalur, bang Karnataka, Ấn Độ.